# Bernard Schnieders

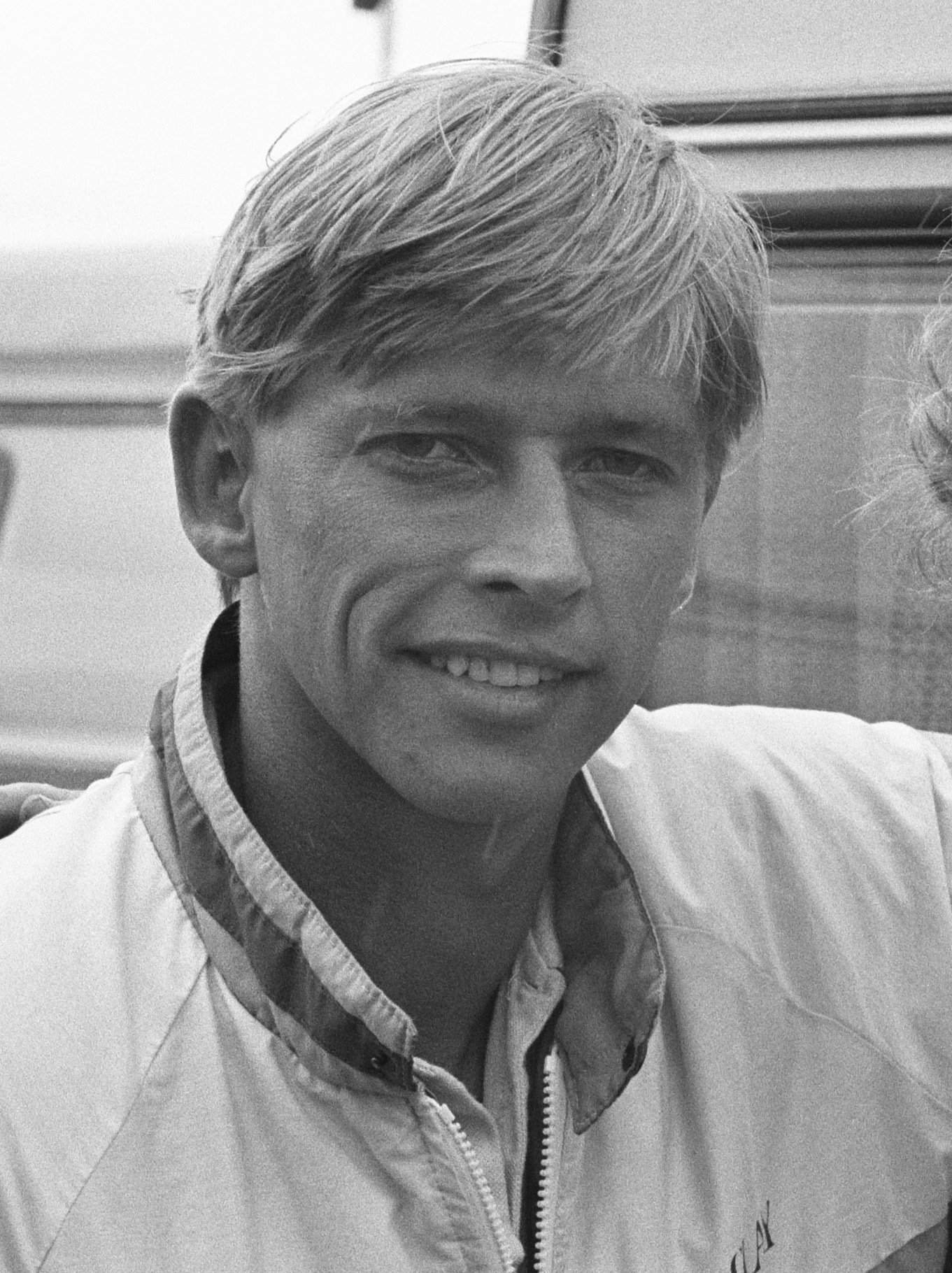
Bernard Schnieders in 1984

Bernard Schnieders (Assen, 1 februari 1958 - Veelerveen, 21 oktober 2005) was een Nederlands motorsporter.
Schnieders was van 1980 tot 1988 de vaste bakkenist van zijspancoureur Egbert Streuer. Samen werden zij driemaal wereldkampioen - in 1984, 1985 en 1986 - en zes maal kampioen van Nederland. Het duo behaalde in totaal vijftien Grand Prix-zeges, waaronder de TT van Assen in 1987. Voor het seizoen 1985 werd hem door de KNMV de Hans de Beaufort-beker toegekend.

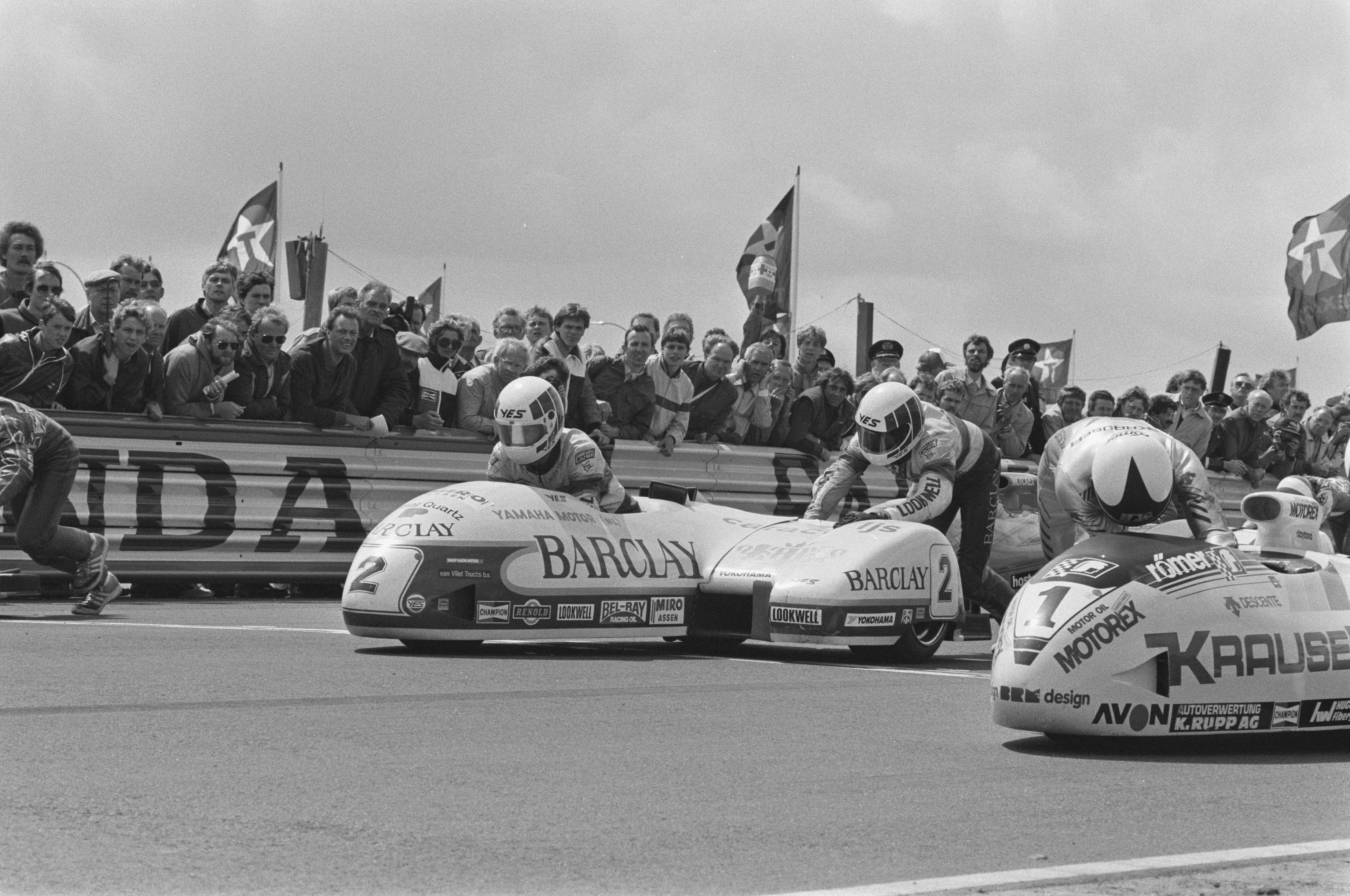
Egbert Streuer (links) en Bernard Schnieders (rechts) aan het werk tijdens de TT van Assen in 1984

In 1988 kon Schnieders zijn maatschappelijke carrière niet meer combineren met topsport en ging het duo noodgedwongen uit elkaar. Hoewel Streuer zijn eigen carrière in de topsport nog enkele jaren voortzette met andere bakkenisten, bleven echt grote successen uit.
Bernard Schnieders overleed op 47-jarige leeftijd aan een slopende ziekte.